# Claudio Gizzi
Claudio Gizzi, anche conosciuto con gli pseudonimi di Jean-Pierre Posit e Omni (1946), è un musicista italiano.

## Biografia
Attivo soprattutto nell'ambito delle colonne sonore e dell'easy listening, inizia la propria carriera venendo coinvolto nella registrazione della colonna sonora del film Morte a Venezia da Luchino Visconti. In seguito, Roman Polański, per il quale aveva scritto le musiche del film Che?, lo presenta ad Andy Warhol. Grazie all'incontro con quest'ultimo, Gizzi compone le colonne sonore dei due film horror italiani Il mostro è in tavola... barone Frankenstein (di Warhol e Antonio Margheriti, 1973) e Dracula cerca sangue di vergine... e morì di sete!!! del 1974, per la regia di Paul Morrissey.
Negli anni settanta riscuote una certa celebrità come musicista easy listening usando lo pseudonimo di Jean-Pierre Posit, in particolare grazie ai singoli J'aime e Le vent de l'amour.
Nel 1978, assieme a Romano Musumarra, fonda il duo di musica elettronica Automat, con cui realizza un album omonimo improntato al genere cosmico, dove si avvale della collaborazione di Mario Maggi, creatore del sintetizzatore MCS70.
La grafica del segnale orario televisivo Rai ha avuto, dal 1993 al 2000, un commento musicale (che sostituiva completamente il segnale vocale), consistente in un tema per clavicembalo riprodotto in loop. Si trattava dei primi 26 secondi del brano di Gizzi Romanza graziosa.

## Discografia

### Discografia come Claudio Gizzi

#### Album
- 1972 - My Favourite Tones (Picci) con Mario Migliardi e Giacomo Dell'Orso
- 1982 - Andy Warhol's Dracula (Varèse Sarabande)
- 1982 - Andy Warhol's Flesh For Frankenstein (Varèse Sarabande)
- 1988 - Il Gran Teatro Del Mondo Vol.2 (Nuovo Repertorio Editoriale)
- 1988 - La Fatica Di Vivere (Fonit Cetra) con Claudio Maioli e Antonio Sechi
- 1996 - Elicottero - (Panoramiche Dall'Aria) (Costanza Records)
- Specchio Di Una Psiche (Fly) con Rino De Filippi

### Discografia come Jean-Pierre Posit

#### Album
- 1975 - Été d'amour (Ghibli)
- 1979 - Jean-Pierre Posit (EMI)
- 1980 - Magie d'amour (EMI)
- 1983 - Flûte d'amour (Baby Records)
- 1989 - Let's CD (per la Pioneer Electronics - Sohbi Kikaku Corporation)[3]
- 1990 - Le triomphe de l'amour (Philips)

#### Singoli
- 1975 - Eté d'amour/Saint-Blas (Ghibli)
- 1977 - J'aime/Nocturne (Ghibli)
- 1979 - Le vent de l'amour (EMI)
- 1980 - Magie d'amour (EMI)
- 1984 - Santa Monica (Baby Records)

### Discografia come Omni
- 1980 - Green Line (EMI, 7")

### Discografia con Automat

#### Album
- 1978 - Automat (EMI)

#### Singoli
- 1978 - Droid/Automat (EMI)
- 1978 - Automat (Capitol)

## Filmografia

### Compositore
- Che? (What?), regia di Roman Polanski (1972)
- Il mostro è in tavola... barone Frankenstein (Flesh for Frankenstein), regia di Paul Morrissey e Andy Warhol (1973)
- Dracula cerca sangue di vergine... e morì di sete!!! (Blood for Dracula), regia di Paul Morrissey (1974)
- Sydne in Wonderland (2008) - Cortometraggio
- A Surreal Pop Movie (2008) - Cortometraggio
- Memories of a Young Pianist (2009) - Cortometraggio